# Ratpenat de les flors cubà
El ratpenat de les flors cubà (Phyllonycteris poeyi) és una espècie de ratpenat de la família dels fil·lostòmids. Viu a Cuba, la República Dominicana i Haití.

## Descripció
Es tracta d'una espècie de ratpenat de mida mitjana, amb una envergadura d'entre 29 i 35 centímetres i un pes que varia entre 15 i 29 grams. Els mascles són notablement més grans que les femelles. El seu pelatge sedós és, en ambdós sexes, de color blanc grisenc. Tenen una cua relativament curta, que fa no més de 18 mil·límetres, i un uropatagi estret entre les cames, ja que no tenen calcani. El musell és relativament llarg i estret i té una protuberància en forma de fulla que és simple i força rudimentària. La llengua també és llarga i té un pèls que formen una brotxa a l'extrem, els quals li permeten alimentar-se dels nèctar de les flors.
S'ha documentat que el ratpenat de les flors cubà no vola a més de 6,7 km/h. La forma de les seves ales suggereix que tenen dificultats per flotar a l'aire. Al contrari que altres ratpenats, els sons emesos per la seva ecolocalització són generalment de menys de 50 kHz i relativament llargs, durant fins a 7 segons. En llocs tancats, com succeeix en molts ratpenats, els crits són més curts i de freqüència modulada.

## Distribució i hàbitat
És una espècie endèmica de Cuba, Hispaniola i l'Illa de la Juventud, i petites illes que l'envolten. A Hispaniola, viu tant a Haití com a la República Dominicana. Habita en els boscos de fulla perenne i matolls en elevacions de fins a 1.700 metres. Malgrat que de vegades se les considera dues espècies, generalment són reconegudes dues subespècies:
- Phyllonycteris poeyi poeyi - Cuba i l'illa de la Juventud
- Phyllonycteris poeyi obtusa - Hispaniola

## Comportament
Com la majoria de ratpenats, el ratpenat de les flors cubà és un animal nocturn. Passa el dia formant colònies de diversos milers d'individus que es refugien en galeries estretes de coves, les quals sovint comparteixen amb altres espècies de ratpenat com el ratpenat de les flors de Sezekorn, el Ratpenat frugívor cubà i algunes espècies del gènere Pteronotus. Durant la nit, s'alimenta principalment de llavors i pol·len d'una gran varietat de plantes, encara que també s'alimenta d'alguns insectes voladors.
Són animals típicament gregaris que volen en grups de fins a 30 individus durant la nit. Els seus principals predadors són l'òliba, els mussols i la boa cubana.
Les femelles entren en zel un cop l'any, probablement als voltants de desembre. Es desconeix la durada del període de gestació, però és probable que sigui d'uns 6 mesos. La mare dona a llum una sola cria sense pèl que pesa al voltant de 5 grams.